# (31122) Brooktaylor
(31122) Brooktaylor est un astéroïde de la ceinture principale.

## Description
(31122) Brooktaylor est un astéroïde de la ceinture principale. Il fut découvert le 21 septembre 1997 à Prescott (Arizona) par Paul G. Comba. Il présente une orbite caractérisée par un demi-grand axe de 2,19 UA, une excentricité de 0,14 et une inclinaison de 3,1° par rapport à l'écliptique.

## Compléments